# Degrassi: The Next Generation (9.ª temporada)
A nona temporada de Degrassi: The Next Generation estreou no Canadá em 4 de outubro de 2009, concluiu em 16 de julho de 2010, e consiste em vinte e três episódios (19 episódios e 1 filme). Degrassi: The Next Generation é uma série de televisão dramática adolescente canadense. Embora apenas um ano escolar tenha passado no cronograma da história desde a sexta temporada, a 9ª temporada é definida no segundo semestre em que os anos foram ao ar. Os escritores puderam usar uma linha do tempo semi-flutuante, de modo que os problemas descritos são modernos para os espectadores. Esta temporada continua a retratar a vida de um grupo de calouros, juniores e seniores, juntamente com alguns estudantes universitários, que lidam com alguns dos desafios e problemas enfrentados por jovens adultos, como abuso de drogas, sexting, doenças sexualmente transmissíveis, identidade sexual, homossexualidade, crime, sexo e relacionamentos.
A produção para a temporada começou em 19 de maio de 2009 nos estúdios da Epitome Pictures em Toronto, Ontário. Os episódios finais da temporada foram filmados em parte em Nova Iorque, Nova Iorque, e foram escritos e dirigidos por Stefan Brogren, que interpreta Archie "Snake" Simpson. Esta foi a primeira temporada a ir ao ar no TeenNick nos Estados Unidos, e a ter algumas premieres canadenses no MuchMusic.

## Elenco
A nona temporada apresenta vinte e quatro atores que recebem o faturamento de estrelas, com vinte deles retornando da temporada anterior. Os membros do elenco que estão retornando incluem:
- Raymond Ablack como Sav Bhandari (18 episódios)
- Dalmar Abuzeid como Danny Van Zandt (16 episódios)
- Charlotte Arnold como Holly J. Sinclair (20 episódios)
- Paula Brancati como Jane Vaughn (13 episódios)
- Stefan Brogren como Archie "Snake" Simpson (11 episódios)
- Sam Earle como K.C. Guthrie (12 episódios)
- Jordan Hudyma as Blue Chessex (5 episódios)
- Jamie Johnston como Peter Stone (15 episódios)
- Judy Jiao como Leia Chang (7 episódios)
- Argiris Karras como Riley Stavros (5 episódios)
- Shane Kippel como Gavin "Spinner" Mason (17 episódios)
- Jajube Mandiela como Chantay Black (16 episódios)
- Miriam McDonald como Emma Nelson (5 episódios)
- Samantha Munro como Anya MacPherson (15 episódios)
- Scott Paterson como Johnny DiMarco (9 episódios)
- Aislinn Paul como Clare Edwards (17 episódios)
- A.J. Saudin como Connor Deslauriers (12 episódios)
- Melinda Shankar como Alli Bhandari (12 episódios)
- Cassie Steele como Manuela "Manny" Santos (5 episódios)
- Natty Zavitz como Bruce the Moose (5 episódios)

A partir desta temporada, Stefan Brogren, Miriam McDonald, Shane Kippel e Cassie Steele são os únicos membros do elenco original que ainda aparecem na série.
Juntando-se ao elenco principal estão Annie Clark, Jahmil French, Landon Liboiron e Jessica Tyler como Fiona Coyne (12 episódios), Dave Turner (12 episódios), Declan Coyne (18 episódios) e Jenna Middleton (17 episódios).
Os oito atores da oitava temporada que não retornaram nesta temporada são Sarah Barrable-Tishauer como Liberty Van Zandt, Lauren Collins como Paige Michalchuk, Nina Dobrev como Mia Jones, Marc Donato como Derek Haig, Jake Epstein como Craig Manning, Stacey Farber como Ellie. Nash, Adamo Ruggiero como Marco Del Rossi e Evan Williams como Kelly Ashoona. Todos deixaram a série, enquanto Sarah Barrable-Tishauer, Nina Dobrev, Adamo Ruggiero e Evan Williams, todos estrelados nesta temporada.

## Equipe técnica
A 9ª temporada foi produzida pela Epitome Pictures em associação com a CTV. O financiamento foi concedido pelo The Canadian Film ou Video Production Tax Credit e pelo Crédito Fiscal de Cinema e Televisão de Ontário, o Canadian Television Fund e o BCE-CTV Benefits, o Shaw Television Broadcast Fund, o Independent Production Fund, o Mountain Cable Program e o RBC Royal Bank.
Linda Schuyler, co-criadora da franquia Degrassi e CEO da Epitome Pictures, atuou como produtora executiva com o marido, e com o presidente da Epitome Pictures, Stephen Stohn. Brendon Yorke também é creditado como produtor executivo novamente. David Lowe foi o produtor e Stephanie Cohen, a produtora supervisora. Além de interpretar Snake Simpson, Stephen Brogren também atuou como produtor e, pela primeira vez, dirigiu episódios, depois de escrever, produzir e dirigir a série online exclusiva Degrassi Minis. A diretora de elenco era Stephanie Gorin e a editora era D. Gillian Truster.
A editora executiva da história era Sarah Glinski e Matt Heuther, o editor da história. O supervisor de roteiro foi Nancy Markle. Os escritores de episódios da temporada são Duana Taha e Brendon Yorke. O diretor de fotografia era Jim Westenbrink e o diretor era Phil Earnshaw.

## Episódios
| № na série | № na temporada | Título                            | Exibição original                            | Cód. de produção |
| ---------- | -------------- | --------------------------------- | -------------------------------------------- | ---------------- |
| 166–167    | 1–2            | "Just Can't Get Enough"           | 4 de outubro de 2009 9 de outubro de 2009    | 901 & 902        |
| 168        | 3              | "Shoot to Thrill"                 | 18 de outubro de 2009 16 de outubro de 2009  | 903              |
| 169        | 4              | "Close to Me"                     | 11 de outubro de 2009 23 de outubro de 2009  | 904              |
| 170        | 5              | "You Be Illin'"                   | 18 de outubro de 2009 30 de outubro de 2009  | 905              |
| 171        | 6              | "Wanna Be Startin' Somethin'"     | 11 de outubro de 2009 6 de novembro de 2009  | 906              |
| 172        | 7              | "Beat It"Part One                 | 1 de novembro de 2009 13 de novembro de 2009 | 907              |
| 173        | 8              | "Beat It"Part Two                 | 1 de novembro de 2009 20 de novembro de 2009 | 908              |
| 174        | 9              | "Waiting for a Girl Like You"     | 8 de novembro de 2009 6 de fevereiro de 2010 | 909              |
| 175        | 10             | "Somebody"                        | 8 de novembro de 2009 5 de fevereiro de 2010 | 910              |
| 176        | 11             | "Heart Like Mine"Part One         | 15 de novembro de 2009 9 de abril de 2010    | 911              |
| 177        | 12             | "Heart Like Mine"Part Two         | 15 de novembro de 2009 16 de abril de 2010   | 912              |
| 178        | 13             | "Holiday Road"                    | 22 de novembro de 2009 23 de abril de 2010   | 913              |
| 179        | 14             | "Start Me Up"                     | 22 de novembro de 2009 30 de abril de 2010   | 914              |
| 180        | 15             | "Why Can't This Be Love?"Part One | 10 de maio de 2010 2 de abril de 2010        | 915              |
| 181        | 16             | "Why Can't This Be Love?"Part Two | 17 de maio de 2010 2 de abril de 2010        | 916              |
| 182        | 17             | "Innocent When You Dream"         | 24 de maio de 2010 7 de maio de 2010         | 917              |
| 183        | 18             | "In Your Eyes"                    | 31 de maio de 2010 14 de maio de 2010        | 918              |
| 184        | 19             | "Keep on Loving You"              | 7 de junho de 2010 21 de maio de 2010        | 919              |
| 185–188    | 20–23          | "Degrassi Takes Manhattan"        | 16 de julho de 2010 19 de julho de 2010      | 920-923          |